# Oedaspis
Oedaspis este un gen de muște din familia Tephritidae.

## Specii[1]
- Oedaspis amani
- Oedaspis apicalis
- Oedaspis australis
- Oedaspis austrina
- Oedaspis chinensis
- Oedaspis congoensis
- Oedaspis continua
- Oedaspis crocea
- Oedaspis daphnea
- Oedaspis dichotoma
- Oedaspis dorsocentralis
- Oedaspis escheri
- Oedaspis farinosa
- Oedaspis fini
- Oedaspis fissa
- Oedaspis formosana
- Oedaspis gallicola
- Oedaspis goodenia
- Oedaspis hardyi
- Oedaspis hyalibasis
- Oedaspis inflata
- Oedaspis japonica
- Oedaspis kaszabi
- Oedaspis latifasciata
- Oedaspis maraisi
- Oedaspis meissneri
- Oedaspis mouldsi
- Oedaspis multifasciata
- Oedaspis nyx
- Oedaspis olearia
- Oedaspis pauliani
- Oedaspis perkinsi
- Oedaspis plucheivora
- Oedaspis quinotata
- Oedaspis quinquiefasciata
- Oedaspis ragdai
- Oedaspis reducta
- Oedaspis reticulata
- Oedaspis russa
- Oedaspis schachti
- Oedaspis semihyalina
- Oedaspis serrata
- Oedaspis sofiana
- Oedaspis trapezoidalis
- Oedaspis trifasciata
- Oedaspis trimaculata
- Oedaspis trotteriana
- Oedaspis whitei
- Oedaspis villeneuvei